# Le Voleur de nostalgie
Le Voleur de nostalgie est un roman d'Hervé Le Tellier publié en 1992 (Éditions Seghers) et réédité en 2004 au Castor astral. Il a été récompensé par le Prix Cino Del Duca 1993, le Prix littéraire du Quartier Latin 1993.

## Synopsis
Ce roman épistolaire, construit sur une partie d'un jeu oublié, est une aventure amoureuse et une chasse au trésor où chaque protagoniste tente de dérober des fragments de la vie des autres. C'est aussi un roman sur le roman, sur les niveaux de réalités dans le roman qui, par son style et ses virtuosités, rappelle parfois Italo Calvino, un autre oulipien,.